# Universidad Nacional de Río Cuarto
La Universidad Nacional de Río Cuarto (UNRC) es una universidad pública nacional de la República Argentina, con sede en la ciudad cordobesa de Río Cuarto.

## Historia
El 1 de mayo de 1971, el Poder Ejecutivo Nacional promulgó la Ley 19.020 creando así la Universidad Nacional de Río Cuarto dentro de un programa de adecuación de la enseñanza universitaria argentina a las necesidades del desarrollo que había propuesto el Plan Taquini y como respuesta a un fuerte movimiento social tanto local como regional que permitió la más grande conquista cultural de la región con sede homónima en la Provincia de Córdoba.
Fue así que se iniciaron obras edilicias del Campus Universitario en las afueras del casco céntrico, sobre la ruta 36. Luego se inició una nueva etapa: desmontar, pedir la línea de ribera, el relevamiento altimétrico del terreno, alambrado perimetral y hacer llegar al campo luz, teléfono y proveer agua. Se realizó la construcción de la entrada y una garita para vigilancia, se inauguró el mástil y la bandera ambos donados por la Sociedad Rural de Río Cuarto y la bandera de ceremonias por la CGT de Río Cuarto. 
El servicio de transporte llegó hasta la puerta de la Universidad y alrededor de dos meses quedaron concluidas las obras edilicias y el 3 de enero de 1972 comenzó la enseñanza en la Universidad Nacional de Río Cuarto tal como lo es hoy.
Durante la siguiente década, el campus universitario original fue ampliado con edificios definitivos que complementaron los primeros pabellones construidos, más precarios por la urgencia de la inauguración de 1972. En 1975, el rector interventor de la UNRC, Dr. Luis Jorge Maestre, modificó la estructura departamental de la UNRC, creando las cinco Facultades actuales.
En 1993, luego de funcionar provisoriamente en espacios cedidos, se decidió la construcción de un edificio para la biblioteca de 2100 m². En 2011, la UNRC rehabilitó un galpón ferroviario para que funcione como sede del Programa de Adultos Mayores, incluyendo tres aulas de grandes dimensiones, un salón de usos múltiples y una sala para estudiantes. También se inauguró ese mismo año el nuevo edificio de Microbiología e Inmunología para la Facultad de Ciencias Exactas.
A comienzos de 2013, el Ministerio de Planificación anunció la financiación del nuevo edificio para el Departamento Geología de la Facultad de Ciencias Exactas, con una inversión de 13 millones de pesos.
El número de docentes asciende a 560 y se le debe sumar cerca de 1000 docentes auxiliares; además de los 20.000 alumnos de grado y 700 de posgrado, con un ingreso medio anual de 4.000 estudiantes. Existen en la misma 6 centros de estudiantes y la Federación Universitaria de Río Cuarto (FURC), conducida por Dinámica Estudiantil.

## Facultades y carreras
Está integrada por cinco Facultades: Agronomía y Veterinaria; Ciencias Económicas; Ciencias Exactas, Físico Químicas y Naturales; Ciencias Humanas e Ingeniería, todas con asiento en el campus universitario. Anualmente egresan alrededor de 1000 profesionales de las 50 carreras de grado. Además se dictan más de 40 carreras de cuarto nivel que son organizadas por las Facultades y la Escuela de Posgraduación, para docentes de la UNRC y profesionales externos y de las que egresan anualmente alrededor de 750 alumnos.
En el año 2019, La Universidad Nacional de Río Cuarto dicta 47 carreras universitarias, 18 posgrados y 4 carreras cortas. Es además una universidad a distancia. Actualmente dicta 3 carreras a distancia, entre ellas 2 licenciaturas a distancia.
| Facultades                                    | Carreras |
| --------------------------------------------- | --- |
| Agronomía y Veterinaria                       | - Medicina Veterinaria - Ingeniería Agronómica - Tecnicatura en Gestión Agropecuaria y Agroalimentaria |
| Ciencias Económicas                           | - Contador Público - Licenciatura en Administración - Licenciatura en Economía - Tecnicatura en Gestión Empresarial |
| Ciencias Exactas, Físico-Químicas y Naturales | - Licenciatura en Ciencias Biológicas - Licenciatura en Ciencias de la Computación - Licenciatura en Física - Licenciatura en Geología - Licenciatura en Matemática - Licenciatura en Química - Microbiología - Profesorado en Ciencias Biológicas - Profesorado en Ciencias de la Computación - Profesorado en Física - Profesorado en Matemática - Profesorado en Química - Técnico de Laboratorio |
| Ciencias Humanas                              | - Abogacía - Comunicación Social - Licenciatura en Ciencia Política - Licenciatura en Ciencias de la Comunicación - Licenciatura en Educación Especial - Licenciatura en Educación Física - Licenciatura en Educación Inicial - Licenciatura en Enfermería - Licenciatura en Filosofía - Licenciatura en Geografía - Licenciatura en Historia - Licenciatura en Inglés - Licenciatura en Instrumentación Quirúrgica - Licenciatura en Lengua y Literatura - Licenciatura en Psicopedagogía - Licenciatura en Trabajo Social - Profesorado en Ciencias Jurídicas, Política y Sociales - Profesorado en Educación Especial - Profesorado en Educación Física - Profesorado en Educación Inicial - Profesorado en Filosofía - Profesorado en Geografía - Profesorado en Historia - Profesorado en Inglés - Profesorado en Lengua y Literatura - Tecnicatura en Lenguas (Inglés y Francés) |
| Ingeniería                                    | - Ingeniería en Telecomunicaciones - Ingeniería Mecánica - Ingeniería Electricista - Ingeniería en Energías Renovables - Ingeniería Química |

## Campus
Está asentada en la ciudad de Río Cuarto. Su campus universitario consta de 165 ha, distante 6 km del centro de la ciudad y además posee 1445 ha de campos de experimentación y de prácticas culturales diversas.
El campus está situado sobre la margen norte del río Cuarto, y cuenta con más de 5 ha construidos que albergan aulas, laboratorios, gabinetes de experimentación, oficinas administrativas, residencias estudiantiles y docentes, instalaciones deportivas y salas de reuniones y actos. 

## Planta Piloto
Ingeniería Química cuenta con una certificación en el Mercosur de la calidad de enseñanza, a su vez cuenta con un edificio moderno de Ingeniería Química y Ensayos de materiales de toda la provincia siendo inaugurada la primera semana de octubre de 2011 en teleconferencia por la presidenta de la nación Cristina Fernández de Kirchner. En dicho acto fue inaugurado la parte 1 de la nueva Planta Piloto que incluía el edificio con aulas más un galpón para ensayo de materiales, las parte 2 del proyecto incluye un edificio anexo que funcione como segundo galpón para estos ensayos.

#### Explosiones en la planta piloto
El 5 de diciembre de 2007, durante una prueba en la que se pretendía extraer aceite de los vegetales mediante hexano, una autoclave encendida provocó el mayor siniestro en la historia de la UNRC, cobrándose la vida de 6 personas entre ellos 1 estudiante. En homenaje a esas víctimas se inauguró al año siguiente una plaza de la memoria con un monumento a los fallecidos y con la plantación de un árbol por cada fallecido.

## Investigación y desarrollo
La Universidad cuenta con más de 500 Proyectos de investigación y transferencia con subsidios internos y externos. Más de 400 becarios de investigación de grado y posgrado, en sus 11 Institutos de Investigación propios y de doble dependencia con CONICET. Posee asimismo 1100 docentes investigadores categorizados.

## UniRíoTV

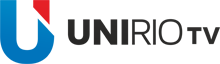
Logo de UniRíoTV.

Es la  señal de Televisión Digital Abierta (TDA)  de la Universidad Nacional de Río Cuarto. Tiene como objetivo el desarrollo de contenidos audiovisuales que aporten miradas con una impronta local y regional, con un compromiso social propio de una señal pública. UniRíoTV ocupa la señal 31.1 de TDA y puede visualizarse vía web.